# Pavlos Kontides
Pavlos Kontides (grekiska: Παύλος Κοντίδης), född 11 februari 1990 i Limassol, är en cypriotisk seglare som tog OS-silver i laserklassen vid olympiska sommarspelen 2012 i London.
Vid olympiska sommarspelen 2016 slutade han på en sjundeplats. Kontides vann sedan två raka VM-guld, 2017 i Split och 2018 i Århus. I de olympiska tävlingarna i laser 2021 i Tokyo kom han på fjärde plats.
Kontides tog sitt andra olympiska silver i Paris 2024, året därefter tog han VM-silver i Qingdao.